# 2004 Лексель
2004 Лексель (2004 Lexell) — астероїд головного поясу, відкритий 22 вересня 1973 року.
Тіссеранів параметр щодо Юпітера — 3,683.